# 大衛山脈
67°54′S 62°30′E / 67.900°S 62.500°E
大衛山脈（英語：David Range）是南極洲的山脈，位於麥克羅伯特森地，屬於弗拉姆山脈的一部分，處於布朗山脈以西8公里，全長約26公里，最高點海拔高度1,500米，該山脈在1931年2月14日被探險隊發現。